# Пшиборув (Новосольський повіт)
Пшиборув (пол. Przyborów, нім. Tschiefer, 1936-1945: Zollbrücken) — село в Польщі, у гміні Нова Суль Новосольського повіту Любуського воєводства.
Населення — 1307 осіб (2011).
У 1975-1998 роках село належало до Зеленогурського воєводства.

## Демографія
Демографічна структура станом на 31 березня 2011 року:
|          | Загалом | Допрацездатний вік | Працездатний вік | Постпрацездатний вік |
| -------- | ------- | ------------------ | ---------------- | -------------------- |
| Чоловіки | 669     | 146                | 471              | 52                   |
| Жінки    | 638     | 128                | 370              | 140                  |
| Разом    | 1307    | 274                | 841              | 192                  |